# Bills, Bills, Bills
«Bills, Bills, Bills» — сингл американской группы Destiny's Child. Он был написан Бейонсе, Летойей Лакетт, Келли Роуленд, Канди Беррусс и Kevin "She'kspere" Briggs и спродюсирован последним. Песня была выпущена в качестве ведущего сингла с The Writing's On The Wall 31 мая 1999 года на лейбле Columbia Records. Занимает девятую строчку в списке самых продаваемых песен 1999 года в США.
Сопровождающее музыкальное видео на песню «Bills, Bills, Bills», режиссёром которого стал Даррен Грант, было снято в салоне красоты в честь матери Бейонсе Тины Ноулз.
«Bills, Bills, Bills» стал первым синглом Destiny’s Child номер один в Billboard Hot 100. Также сингл был номинирован в 1999 году на премии «Грэмми» за лучшее исполнение дуэтом или группой в стиле ритм-н-блюз и за лучшую песню в стиле ритм-н-блюз. В 2021 году песня вновь возродила популярность на стриминговых платформах, а также на TikTok, где она стала самым популярным треком возвращения в Великобритании в соответствующем году.

## Список композиций
| US Single 12" Promo Side A 1. «Bills, Bills, Bills» (Maurice’s Xclusive Livegig Mix) — 7:12 2. «Bills, Bills, Bills» (Maurice’s Xclusive Dub Mix) — 8:03 Side B 1. «Bills, Bills, Bills» (Digital Black-N-Groove Mix) — 7:22 2. «Bills, Bills, Bills» (Album Version) — 4:16 12" Single Side A 1. «Bills, Bills, Bills» (Album Version) — 4:16 2. «Bills, Bills, Bills» (Digital Black-N-Groove Club Mix) — 7:16 3. «Bills, Bills, Bills» (A Capella) — 4:00 Side B 1. «Bills, Bills, Bills» (Maurice’s Xclusive Livegig Mix) — 7:33 2. «Bills, Bills, Bills» (Maurice’s Xclusive Dub Mix) — 8:04 CD Maxi-Single 1. «Bills, Bills, Bills» (Album Version) — 4:16 2. «Bills, Bills, Bills» (Digital Black-N-Groove Club Mix) — 7:07 3. «Bills, Bills, Bills» (A Capella) — 4:02 4. «Bills, Bills, Bills» (Maurice’s Xclusive Livegig Mix) — 7:34 5. «Bills, Bills, Bills» (Maurice’s Xclusive Dub Mix) — 8:03 | UK Single CD Maxi-Single 1. «Bills, Bills, Bills» — 4:16 2. «Bills, Bills, Bills» (I Can’t Go For That Remix) — 3:57 3. «No, No, No» (Part II) (featuring Wyclef Jean) — 3:30) France Single 12" Single Side A 1. «Bills, Bills, Bills» — 4:16 2. «I Can’t Go For That» (Bills, Bills, Bills Remix) — 3:57 Side B 1. «I Can’t Go For That» (Bills, Bills, Bills Remix — Radio Edit) — 3:38 2. «I Can’t Go For That» (Bills, Bills, Bills Remix — W/O Rap) — 3:22 CD Single 1. «Bills, Bills, Bills» — 4:16 2. «I Can’t Go For That» (Bills, Bills, Bills Remix) (Radio Edit) — 3:38 Austria Single CD Maxi-Single 1. «Bills, Bills, Bills» — 4:16 2. «I Can’t Go For That» (Bills, Bills, Bills Remix) (Radio Edit) — 3:38 3. «I Can’t Go For That» (Bills, Bills, Bills Remix) — 3:57 4. «No, No, No» (Part I) — 4:07 5. «With Me» (Part II) — 4:14 |

## Форматы
| «Bills, Bills, Bills» (Radio Edit) «Bills, Bills, Bills» (Acapella) «Bills, Bills, Bills» (#1’s Edit) «Bills, Bills, Bills» (Jonathan Coulton) «Bills, Bills, Bills» (Instrumental) «Bills, Bills, Bills» (Digital Black-N-Groove Club Mix Instrumental) «Bills, Bills, Bills» (Digital Black-N-Groove Club Mix) | «Bills, Bills, Bills» (Digital Black-n-Groove Club Radio Remix) «Bills, Bills, Bills» (DJ Def Club’s Xclusive Mix) «Bills, Bills, Bills» (Maurice’s Xclusive Dub Mix) «Bills, Bills, Bills» (Maurice’s Xclusive Livegig Mix) «Bills, Bills, Bills» (Maurice’s Xclusive Mix) «Bills, Bills, Bills» (UK Garage Mix) «Bills, Bills, Bills» (D’n’D 2-Step Mix) |

## Чарты
| Чарты (1999r.)                | Пик Позиция |
| ----------------------------- | ----------- |
| Australian ARIA Singles Chart | 26          |
| Canadian Singles Chart        | 9           |
| France Singles Chart          | 20          |
| German Singles Chart          | 19          |
| Irish Singles Chart           | 17          |

| Чарты (1999r.)            | Пик Позиция |
| ------------------------- | ----------- |
| New Zealand Singles Chart | 12          |
| Swedish Singles Chart     | 30          |
| UK Singles Chart          | 6           |
| Billboard Hot 100         | 1           |
| United World Chart        | 13          |